# Hyperrealita
Hyperrealita je v sémantice a postmodernismu vnímána jako neschopnost vědomí rozlišit realitu od simulace reality, speciálně potom v technologicky vyspělých postmoderních společnostech. Hyperrealita je vnímána jako stav, v němž realita snadno splývá s fikcí, tudíž neexistuje žádná zřetelná hranice, kde jedna končí a druhá začíná. To umožňuje směšování fyzické reality s realitou virtuální a lidské inteligence s inteligencí umělou. Jednotlivci se mohou z různých důvodů ocitnout více ve spojení s hyperreálným světem, nežli s fyzickým. Mezi slavné autory zabývající se hyperrealitou patří Jean Baudrillard, Albert Borgmann, Daniel J. Boorstin, Neil Postman a Umberto Eco.

## Charakteristika
V hyperrealitě se kopie stává hodnotnější než reálná věc a to symbolizuje, že se stává důležitějším, než čím skutečně je. Přestože teoretici ukazují na různorodost historického vývoje významu hyperreality, často zdůrazňují explozi nových mediálních technologií, ztrátu materiálního významu předmětů, zvýšenou produkci informací, vzestup kapitalismu a konzumerismu a závislost na bohu a/nebo centralismu v západním myšlení. Některé historické eventuality způsobují tak velké měřítko reprodukce faktů, že simulace reality nahrazují skutečnost a vytváří celek absolutně nezávislý na původní realitě. V návaznosti na pokrok vědy a techniky se současná společnosti pohybuje v subjektivní iluzi finality technologického pokroku. Přehnaným vnímáním tohoto fenoménu, který vede k bezbřehé virtualitě, často i překračující zákonitosti metafyziky, dochází k hyperreálnému pojetí konceptu technologie. Hyperrealita zahrnuje vytvoření symbolu nebo řady signifikantů, které ve skutečnosti reprezentují něco, co neexistuje. Hyperrealitou může být také myšlena „zástupná realita“; jednoduše vzato převezme jedinec vidění reality někoho jiného a přijme ho za své. Podle Umberta Eca je hyperrealita neúspěšné hledání skutečné reality. Přání znát skutečnou realitu se proměňuje ve vytvoření falešné reality, která je konzumně považována za skutečnou. 

## Význam
Hyperrealita je významným paradigmatem pro interpretaci současných podmínek ve společnosti. Konzumerismus by se pro svou závislost na značkových produktech mohl jevit jako faktor přispívající k tvorbě hyperreálného prostředí. Hyperrealita má na svědomí oproštění myslí jedinců od původních emocí a jejich následnou simulaci. Přestože koncept hyperreality není úplně nový, ve svých efektech na populaci je dnes relevantnější než kdy jindy. Největší nebezpečí tkví v přijímání vykonstruovaných a nereálných vzorů z masové kultury, což vede k výměně rolí hrdinů reálného světa za idoly v podobě soudobých celebrit, které své úctě nepřispívají zásluhami, ale vděčí za ni svým PR agenturám.

## Baudrillardovo pojetí hyperreality
Jean Baudrillard považuje dopad moderních masmédií za zcela odlišný a daleko hlubší než vliv všech předchozích mediálních technologií. Jelikož nám média svět nejen reflektují, ale stále větší měrou i definují, dochází ke zkreslení vnímání. V minulosti bývala realita a její zobrazení dvěma odlišnými věcmi. Někde například probíhala válka, konaly se volby nebo se udála přírodní katastrofa, média nás o všem informovala – kolik je obětí, kdo byl zvolen či jaké jsou škody. Baudrillard však ve své teorii tvrdí, že v postmoderní společnosti není nadále možné odlišit realitu od jejího zobrazení. Je to podle Baudrillarda z toho důvodu, že většina společnosti se například o válkách dozvídá pouze skrze média, tudíž média (a jejich mediální zobrazení) samotná jsou součástí hyperreality, jelikož realita války je formována a dokonce určována médii. Jsou tedy „reálnější než realita“.
Toto může být jedním z vysvětlení kultu celebrit. Jedinou přijatelnou známkou úspěchu se stává fakt, jestli se daná osoba objevuje v médiích. Těsně před vypuknutím války v Perském zálivu v roce 1991 napsal Baudrillard článek do novin s titulkem „K válce v Zálivu nemůže dojít“. Když byla následně válka vyhlášena a začal krvavý konflikt, zdálo se, že se Baudrillard zmýlil. Po skončení války byl otisknut článek rovněž Baudrillardův, tentokrát nazvaný „Válka v Zálivu se nekonala“. Chtěl tím říct, že tato válka měla zcela jiný charakter, než války v minulosti. Tato válka byla válkou mediální podívané, v níž George Bush a Saddám Husajn spolu s ostatními diváky po celém světě sledovali zpravodajství, aby zjistili, co se skutečně „děje“.
Baudrillard tvrdí, že ve věku, kdy jsou masmédia všudypřítomná, se vytváří nová realita – hyperrealita, která sestává z lidského chování a mediálních obrazů. Svět hyperreality je konstruován „simulakry“ – obrazy, které získávají svůj význam z jiných obrazů, a tudíž nemají žádný základ v „externí realitě“.

## Příklady

### Disneyland
Oblíbeným příkladem hyperreality je Disneyland. Podle Umberta Eca byl snový Disneyland postaven, aby vypadal „absolutně realisticky“ a aby vzal představivost svých návštěvníků na výlet zpět do dětství. Vytvořená realita je atraktivním zbožím, které lidé často kupují. Disneyland nabízí více reality, než kdy bude reálný svět schopen vytvořit, tudíž se stává hyperreálným.
Imaginární svět Disneylandu podle Jeana Baudrillarda magnetizuje své návštěvníky. Snaží se předstírat, že je reálný. Disneyland je set nástrojů, který se snaží mísit představivost a fikci v realitu. To se týká i amerických hodnot a způsobu života – ve skutečnosti nejsou naplněny, americká společnost se však tváří, že ano.
Disneyland není ani skutečný, ani falešný: je to stroj zastrašování, který byl postaven, aby vzkřísil fiktivnost reality. Má se jednat o dětinský svět, který nás má přesvědčit, že dospělí jsou jinde ve skutečném světě, a zamaskovat fakt, že skutečná dětskost je všude – zejména v dospělých, kteří Disneyland navštěvují a chovají se zde jako děti, aby si uchovali iluze o své skutečné dětinskosti.

### Ostatní
- Když v Mechanickém pomeranči Alex říká: „Je vtipné, jak barvy skutečného světa působí reálně jenom tehdy, když je vidíme na obrazovce.“[8]
- Dobře upravená zahrada má symbolizovat přírodu, ta však nepodléhá takovému členění a zarovnání. Tyto zahrady se tedy ukazují jako hyperreálné.
- Profesionální atleti jako bájné, nepřemožitelné verze lidských bytostí.
- Televize a film, zejména „reality show“, vytvářející svět fantazie se projevuje jako hyperrealita. Momentálním trendem je oslavování obyčejného pomocí teatrálnosti.
- Kvalitní sexuální pomůcka, která je použita jako simulace nedosažitelného partnera.[9]
- Nově postavená budova, která je designovaná, aby vypadala staře z důvodu reprodukce staršího artefaktu a simulace stárnutí.
- Situace, kdy se skupině kartografů podaří vytvořit tak detailní mapu, že pokrývá všechny reprezentovatelné prvky jejich země. Země se však za této situace rozpadne a mapa splyne s krajinou. Tento stav zbavený skutečnosti i její reprezentace lze považovat za čistou hyperrealitu.[10]
- Královská koruna je sama o sobě nevýznamná, přestože symbolizuje moc, bohatství a slávu.
- Neautentické portréty osobností z období, kdy nebyly technické prostředky pro realistické zaznamenání skutečnosti, ale kvůli nemožnosti reálnější rekonstrukce jsou z nich dnes odvozovány jejich skutečné podoby. Příkladem mohou být podobizny antických filosofů.
- Žádný dnešní politik nemůže být zvolen, pokud se nebude neustále objevovat v médiích. Mediální obraz je potom onou „osobou“, kterou většina lidí zná, ačkoliv ve skutečnosti může být velice klamný.[5]